# Pereskia marcanoi
Pereskia marcanoi är en kaktusväxtart som beskrevs av Areces. Pereskia marcanoi ingår i släktet trädkaktusar, och familjen kaktusväxter. Inga underarter finns listade i Catalogue of Life.